# Накадзава, Масатака
Масатака Накадзава (яп. 中沢 正隆, Masataka Nakazawa; род. 17 сентября 1952, Япония) — японский учёный. Труды в основном посвящены лазерной физике, усилению оптического сигнала.

## Награды
- 2002 — Премия Дэниэла Нобла (IEEE)[англ.][1]
- 2005 — Премия Вуда[2]
- 2006 — Медиакомпания «Thomson Reuters» включила Накадзаву в свой список наиболее вероятных кандидатов на получение Нобелевской премии по физике.
- 2010 — Премия по квантовой электронике IEEE
- 2010 — Медаль Почёта с Пурпурной лентой[яп.]
- 2013 — C&C Prize
- 2013 — Премия Японской академии наук[3][4]
- 2014 — Премия Таунса[5]
- 2015 — Премия Фудзивары[яп.]